# クロウチワキジ
クロウチワキジ（黒団扇雉、Lophura inornata）は、キジ目キジ科コシアカキジ属に分類される鳥類。別名クロアシサンケイ。

## 分布
インドネシア（スマトラ島）固有種

## 形態
全長50cm。翼長21-23cm。頭頂の羽毛が伸長（冠羽）しない。尾羽は短く、数は14枚。尾羽の色彩は黒い。
顔には羽毛が無く、赤い肉垂れ状の皮膚が露出し眼瞼は輪状に青い（眼瞼輪）。嘴の色彩は黄色がかった灰色。後肢の色彩は緑がかった黒。
卵は長径5.1cm、短径3.6cm。オスは全身が青みがかった黒い羽毛で被われる。メスは全身が褐色の羽毛で被われる。羽毛の外縁（羽縁）が濃褐色のため、鱗状に見える。

## 分類
メスの標本が2体あるのみで、以降確実な発見例がないスマトラキジを本種の亜種とする説もある。

## 生態
標高600-2,400mにある森林に生息する。
食性は雑食と考えられている。
繁殖形態は卵生。4-6月に1回に2個の卵を産む。抱卵期間は21-22日。

## 人間との関係
生息地が自然保護区に指定されている地域もあるため、生息数は少数ながら安定していると考えられている。しかし開発による生息地の破壊による生息数の減少が懸念されている。